# Trường Đại học Công nghiệp Việt – Hung
}}
Trường Đại học Công nghiệp Việt – Hung (tiếng Anh: Vietnam–Hungary Industrial University – VIU) là trường đại học công lập trực thuộc Bộ Công Thương, chịu sự quản lý của Bộ Giáo dục và Đào tạo.

## Lịch sử hình thành
Năm 1977: trường Công nhân kỹ thuật Hữu nghị Việt Nam-Hungary được thành lập nhờ sự giúp đỡ to lớn và quý báu của Hungary. Trường có sứ mệnh đào tạo những lớp thanh niên mới trở thành những người lao động có kỹ thuật cao, có kỷ luật và tác phong công nghiệp để xây dựng đất nước sau chiến tranh. Quy mô thiết kế ban đầu của trường là 1.000 học sinh, đào tạo các nhóm ngành Cơ khí và Điện.
Năm 1988: Trường được nâng cấp và đổi tên thành trường Trung học Công nghiệp Việt-Hung, với nhiệm vụ đào tạo các kỹ thuật viên trung cấp tham gia vào sự nghiệp công nghiệp hóa và hiện đại hóa đất nước. Quy mô của trường được nâng lên 2.500 học sinh. Các ngành đào tạo được mở rộng đáp ứng nhu cầu xã hội. Nhà trường đào tạo thêm các ngành Kế toán và Công nghệ thông tin.
Năm 2005: Trường được nâng cấp thành trường Cao đẳng với tên gọi mới Trường Cao đẳng Công nghiệp Việt-Hung, đánh dấu bước trưởng thành vượt bậc về chất của nhà trường. Trình độ đội ngũ giáo viên được nâng lên rõ rệt. Cơ sở vật chất được bổ sung đáp ứng quy mô đào tạo 4.500 học sinh, sinh viên. Nhà trường tiếp tục hoạch định chiến lược chuẩn bị các điều kiện để trở thành trường Đại học.
Năm 2010: Trường được Nhà nước nâng cấp thành trường Đại học Công nghiệp Việt-Hung. Qua 3 lần nâng cấp từ công nhân lên trung cấp, từ trung cấp lên cao đẳng và từ cao đẳng lên Đại học nhà trường vẫn giữ tên gọi trường Việt-Hung.

## Cơ sở vật chất
- Tổng diện tích: 100ha
- Phòng học: 500 phòng học lý thuyết, 50 phòng thí nghiệm/thực hành chuyên môn/ngoại ngữ
- Khu thể thao: 5ha
- Hệ thống thư viện: ĐHCN Việt-Hung được xây dựng tại 2 khu đào tạo của trường. Diện tích sử dụng tại mỗi cơ sở là khoảng 550 m2, các phòng đọc được đầu tư trang bị nhiều tài liệu (khoảng trên 1800 đầu tài liệu với trên 90.000 bản - tính đến 31/12/2010) và nhiều ấn phẩm, báo tạp trí truyên ngành (trên 100 đầu). Phòng khai thác Internet được trang bị hệ thống máy tính hiện đại với 300 máy tính tại mỗi phòng. Được kết nối Internet đường truyền băng thông rộng, hệ thống wifi miễn phí đáp ứng nhu cầu khai thác thông tin của người học.

## Cơ cấu tổ chức
- Danh sách các khoa đào tạo:
  - Khoa Công nghệ và Kỹ thuật
  - Khoa Quản trị, Kinh tế và Ngân hàng

## Ngành đào tạo
| Ngành đào tạo | Chuyên ngành đào tạo |
| Công nghệ kỹ thuật điện, điện tử | 1. Cung cấp điện 2. Tự động hóa 3. Công nghệ kỹ thuật điện tử                                                                           |
| Công nghệ thông tin | 4. Công nghệ thông tin 5. Tin học – kế toán 6. Thương mại điện tử                                                                       |
| Công nghệ kỹ thuật cơ khí | 7. Công nghệ kỹ thuật cơ kí |
| Công nghệ kỹ thuật Ô tô | 8. Công nghệ kỹ thuật Ô tô |
| Công nghệ kỹ thuật Xây dựng | 9. Công nghệ kỹ thuật Xây dựng |
| Tài chính ngân hàng | 10. Tài chính ngân hàng 11. Tài chính kế toán 12. Kế toán doanh nghiệp 13. Kế toán ngân hàng                                            |
| Quản trị kinh doanh | 14. Quản trị kinh doanh 15. Quản trị nhân sự 16. Quản trị Maketing 17. Quản trị du lịch và khách sạn 18. Quản trị kinh doanh thương mại |
| Kinh tế | 19. Kinh tế đầu tư 20. Kinh tế quản lý 21. Kinh tế tài nguyên môi trường 22. Kinh tế kế toán                                            |
| Quy ước về tổ hợp môn xét tuyển: A00 (Toán, lý, hóa); A01 (Toán, lý, Anh); C01 (Toán, văn, lý); D01 (Toán, văn, anh); D07 (Toán, hóa, Anh). | |